# فیلیپوویتسه (شهرستان کراکوف)
فیلیپوویتسه (به لهستانی:  Filipowice) یک روستا در لهستان است که در گمینا کژشوویتسه واقع شده‌است.
 فیلیپوویتسه  ۲٬۱۰۴ نفر جمعیت دارد.